# Giải bóng đá vô địch quốc gia Fiji 2013
 Giải bóng đá vô địch quốc gia Fiji 2013 là mùa giải thứ 36 của Giải bóng đá vô địch quốc gia Fiji được tổ chức bởi Hiệp hội bóng đá Fiji kể từ khi thành lập năm 1977.

## Bảng xếp hạng
| XH | Đội             | Tr | T  | H | T  | BT | BB | HS  | Đ  | Lên hay xuống hạng                                         |
| -- | --------------- | -- | -- | - | -- | -- | -- | --- | -- | ---------------------------------------------------------- |
| 1  | Ba FC (C)       | 18 | 13 | 2 | 3  | 58 | 14 | +44 | 41 | Giải bóng đá vô địch các câu lạc bộ châu Đại Dương 2013–14 |
| 2  | Nadi FC         | 18 | 12 | 1 | 5  | 32 | 16 | +16 | 37 | Giải bóng đá vô địch các câu lạc bộ châu Đại Dương 2013–14 |
| 3  | Suva FC         | 18 | 11 | 2 | 5  | 59 | 19 | +40 | 35 |                                                            |
| 4  | Lautoka FC      | 18 | 8  | 7 | 3  | 38 | 23 | +15 | 31 |                                                            |
| 5  | Labasa FC       | 18 | 9  | 3 | 6  | 29 | 20 | +9  | 30 |                                                            |
| 6  | Rewa FC         | 18 | 9  | 3 | 6  | 29 | 21 | +8  | 30 |                                                            |
| 7  | Navua FC        | 18 | 8  | 3 | 7  | 32 | 22 | +10 | 27 |                                                            |
| 8  | Nadroga FC      | 18 | 5  | 3 | 10 | 21 | 27 | −6  | 18 |                                                            |
| 9  | Tavua FC (R)    | 18 | 1  | 1 | 16 | 15 | 85 | −70 | 4  | Xuống hạng Premier Division 2014                           |
| 10 | Savusavu FC (R) | 18 | 0  | 3 | 15 | 11 | 77 | −66 | 3  | Xuống hạng Premier Division 2014                           |

Cập nhật đến 4 tháng 7 năm 2013
Nguồn: Soccerway
Quy tắc xếp hạng: 1. Điểm; 2. Hiệu số bàn thắng; 3. Số bàn thắng.
(VĐ) = Vô địch; (XH) = Xuống hạng; (LH) = Lên hạng; (O) = Thắng trận Play-off; (A) = Lọt vào vòng sau. 
Chỉ được áp dụng khi mùa giải chưa kết thúc: 
(Q) = Lọt vào vòng đấu cụ thể của giải đấu đã nêu; (TQ) = Giành vé dự giải đấu, nhưng chưa tới vòng đấu đã nêu.